# سانتا ماريا ديلا فيرسا (بافيا)
سانتا ماريا ديلا فيرسا (بالإيطالية: Santa Maria della Versa)‏ هي بلدة تقع في مقاطعة بافيا بإقليم لومبارديا في شمال إيطاليا. تبلغ مساحة هذه المدينة 18.7 (كم²)، وترتفع عن سطح البحر م، بلغ عدد سكانها 2599 نسمة في عام 2004 حسب إحصاء المعهد الوطني للإحصاء.

## السكان
في سنة 1861 بلغ عدد السكان 2٬312 نسمة، وتطور العدد ليصل في سنة 2011 لـ 2٬476 نسمة.
يظهر هذا المخطط البياني تطور النمو السكاني لـ سانتا ماريا ديلا فيرسا (بافيا)

## وصلات خارجية
- الموقع الرسمي